# 牟宜之
牟宜之（1909年3曰12日—1975年4月29日），又名乃是，字去非，男，山东日照人，中华人民共和国政治人物，诗人。其一生被《国士——牟宜之传》一书記載。

## 生平
1909年出生于山东省日照县奎山乡牟小庄一个世代耕读之家，为明末东林后人。父亲从事教育。牟宜之自幼师从其姨父丁惟汾。其曾加入中国共产主义青年团。1932年参加日照暴动，为此变卖了自家三十亩地购买枪支弹药。暴动失败后东渡日本，先后就读于秋田矿业专门学校和东京中央大学。1935年秋从日本回国，以其姨父、国民党元老丁惟汾的关系，担任山东日报社社长兼总编辑。
中国抗日战争爆发后，以民国县长身份迎接八路军115师东进抗日挺进纵队进驻，开辟抗日根据地。1939年春，经肖华介绍，牟宜之到重庆去见周恩来，在周直接领导下从事抗日统战工作，曾在一个时期内经常活动于丁惟汾、白崇禧、李济深、邵力子等人之间。1939年秋，牟宜之随邓颖超等到延安，向毛泽东汇报冀鲁边抗日根据地和重庆统战工作的情况。1939年9月1日，由于冀鲁边区建立抗日民主政权工作的需要，牟宜之随邓小平离开延安，9月18日抵山西辽县八路军总部，在那里见到朱德、彭德怀、左权等八路军将领，并亲自带回总部拨给冀鲁边区的二万发子弹。1939年10月，牟宜之回到冀鲁边，担任鲁北行政委员会主任。1940年春，任八路军一一五师肖华部挺进纵队司令部秘书长，随军抵达鲁西。夏季，同年9月，到驻山东的东北军中，对于学忠做了大量争取联合的工作。1941年春，任山东沂蒙区行政公署的专员。:041页1942年8月，任八路军一一五师（后为山东军区）参议室主任，专事对日伪军策反的工作。从1944年夏至1945年1月，先后策动三批日伪军共六千六百多人成建制投诚八路军，扩大了山东军区兵力。牟宜之因此受到罗荣桓领导的山东分局和山东军区通令嘉奖。
抗日战争结束后，牟宜之被任命为八路军山东军区与新四军驻济南办事处主任，参加军事调处执行部济南小组的工作。1946年5月，牟宜之奉调至东北辽东军区，先后任司令部秘书长和政治部联络部长。负责敌工及原国军部队的改编工作。
1950年，在到济南市任建设局长，1953年，牟宜之被调到北京，在中央人民政府農業部任经营司长。1956年，调到城市建设部工作。
任职建设部时，牟宜之支持梁思成教授对北京建设的“新北京设想”，也赞同马寅初的人口理论，认为中国人口应与耕地面积相适应，否则压力过大。关于斯大林，他曾指出个人崇拜带来的恶果，并反对苏联在东欧长期驻军。因此，1957年，牟宜之被划为“右派分子”，其“罪名”即包括“破坏中苏关系”和“提倡马尔萨斯人口论”等。在定案时，康生说：“就凭牟宜之在国民党内的复杂关系，他也是个右派。”
文革时期，牟宜之被发配到黑龙江省齐齐哈尔远郊的昂昂溪劳动改造。1974年，牟宜之致信当时主持中央工作的邓小平，汇报思想并说明己之处境。邓小平批复，一面充分肯定牟宜之在历史上对国家和中共的贡献，一面指示有关方面照顾他的生活。1975年，牟宜之携带国务院办公厅和国家建委介绍信赴济南，要求告老还乡，但山东省革委会表示光有邓的批示不行，还要有春桥同志的意见 。牟宜之眼见当时刚被特赦的数名山东籍原国军将领尚获还乡优待，自己反遭省委阻撓，愤恨不平之下，脑血栓突发，入院后心灰意冷，拒绝抢救，一周后即去世。

## 轶事
1930年，牟宜之和康生在上海从事中共地下工作时同时被捕。牟由国民党元老丁惟汾保释，康生则被关了一段时间，后亦由牟请求丁惟汾帮助得以出监。二十七年后，康生以怨报德，竟然乘“反右运动”之机陷害牟宜之。
1933年客居东京时，牟宜之曾与一日本姑娘交往生情。伊人素朴清纯，对牟殷勤照料。友人与女子家长皆乐见好事之成。二十四岁的牟宜之情亦难解，思又难通，终觉私人情悦与报国之志难得两全，无法对所爱之人承诺幸福，只能割舍。（事见《牟宜之诗——一九三三年七首》:014-023页记述。）
1939年，牟宜之在延安窑洞见到毛泽东时，毛说我这里还有你的一个山东老乡，遂唤出江青。原来江青在青岛山东大学作职员时所住教工宿舍与丁惟汾宅院是近邻，故早与牟相识，而此时却装出不认识的样子。牟颇知江青为人，曾多次告诉别人，江是在毛面前作戏，毛娶错人了。
1955年牟宜之任职于林业部时，偶然从一篆刻店老板处得知本部行政处的李万铭私自订制了多种公章，警觉其属非法，迅即向部里报告，最终导致该大诈骗犯被揭出归案。经肖华将他写的材料上报，刘少奇批示后刊载于《人民日报》。此案后由老舍写成话剧《西望长安》轰动全国。

## 家庭
- 儿子牟敦康，中国人民志愿军空三师七团三大队大队长，朝鲜战争时阵亡

## 诗作
李锐在为《国士——牟宜之传》所作序言《戴枷负罪的“古典共产党人”》中论及牟宜之诗作：
这本传记的作者对牟诗的品评，主要是就其“同步批判”的勇气和预见性加以论述，我很是赞同。可以举几个例证：
青少年时期的感时愤世：“苍生何罪同遭劫？此意茫茫欲问天。”战乱年代对军阀的控诉：“兵连祸结灾不单，去年潼关又大战。”抗战时对侵略的谴责和对未来的向往：“野戍荒郊闻鬼哭，阳光大道少人行。何年涤荡平胡虏，载戢干戈不用兵。”“学书学剑为报国，哪堪神州遭踏践”，这是他早年的立志。沦为“贱民”后，他意念坚定，不改初衷：“九秋枫叶经霜艳，腊月松枝带雪寒”，“身世情怀谁能解，先忧后乐思范公”。“文革”期间，发配到边陲绝域，身心备受摧残的同时，在坚强意志的支撑下，精神更得升华，思想更加深刻，人不堪其消瘦，诗陡增其壮美，其“同步批判”的力度日益增大，彰显出超凡的洞察力和预见性。如他在《冬日》中所言：
索居白日且晦暯，瀚海阑干百丈冰。
窗外时闻山魈语，林间常有木魅行。
静观绝域幽奇趣，厌作离歌哀怨声。
步上平沙一极目，天荒地老亦多情。
得知彭老总二次受辱，他感同身受，写下《闻彭大将军被辱有感》：
一生忧国复忧民，白发斑斑老谏臣。
安邦无畏平胡虏，济世有策犯龙鳞。
夙慕忠贞常自励，只缘同病更相亲。
苍狗白云任变幻，不愧东西南北人。

他对“文革”乱局的是非颠倒，豺狼当道，人心不古，世风险恶，抨击无已，诗句极多，如“新贵多显赫，贪佞塞庙堂。傍行狐与兔，共事豺与狼。常怀临渊意，小心辟祸殃。”“雪中送炭世罕有，井下投石所见频”。1971年林彪事发，特写下咏史诗三首，被学者赞为当年评议此事旧诗词中的“翘楚”。不仅道出“权贵厮杀如豺虎，百姓躬耕似马牛”的社会真情，还作出“天道无邪不容欺，评说还须待后年”的历史宣判。本书作者为此评价传主的诗篇：“当年发出这种‘历史的先声’的人，不是尚存的民国名流，不是学者教授，不是作家艺术家，亦不是叛逆青年，而是一位戴枷负罪的‘古典共产党人’”。
钟沛璋在为《国士——牟宜之传》所作序言《为国纾难 为士招魂》对牟诗亦有如下评说：
牟宜之是革命者，也是一位诗人。为其立传，谈他的诗是少不了的。2009年，我在人民大会堂召开的纪念牟宜之百年诞辰座谈会的发言中，谈到牟宜之是20世纪我国杰出的诗人，他的诗作豪情冲云霄，爱憎分明。他以诗歌这种艺术形式真实地反映了百年中国，尤其是上世纪50年代至70年代波谲云诡的时代面貌。他的一些感时伤世的诗句，继承了我国古代文人墨客和士大夫讽喻朝政、刺世嫉邪的傲岸风骨，如写于1958年的《任凭风雨》，写于1960年的《纪念杜少陵七首》，写于1961年的《端阳节悼屈原三首》，还有写于1971年的《咏史三首》，其中诸多名句，像“世事纷纭多变幻，人情翻覆似波澜。九秋枫叶经霜艳，腊月松枝带雪寒”，与龚自珍“九州生气恃风雷，万马齐喑究可哀”，谭嗣同“四万万人齐下泪，天涯何处是神州”，鲁迅“忍看朋辈成新鬼，怒向刀丛觅小诗”等佳句一脉相承，令人荡气回肠。然而，带有这种批判色彩的诗句，自20世纪50年代以来，已在我国文坛上悄然绝迹。其中原因，关注我国政治文化生活的人皆心知肚明，要讲，恐怕也要作专题论述。这里我要说的是，在特定历史环境下，可以没有“同步批判”的勇气，可以不为真理、正义呼吁呐喊，也允许随波逐流、与时俯仰，但不论怎样妥协、退让，总要坚持做人的底线，不能为一己之利逢迎谄媚、歌功颂德，甚至落井下石、助纣为虐。回顾一下还不算久远的历史，有多少文人，彼时“写下了一些文字，变成铅字在报刊上登载出来。40年后再回头，要令人为‘道德良心’这四个字而赧颜”（本书作者语）。
牟宜之与上述人不同，用本书作者的话说：“他正是一位由他那个时代锻打出来的斗士，上承古风，下启新潮。古代大儒的‘富贵不能淫，贫贱不能移，威武不能屈’之风范，他视为终身操守，高标耿介，至最后一息。最难能可贵的是，中年多难之后，他保持了清醒，绝不合流。‘不得志独行其道’，没有仰，也没有俯，活得堂堂正正。”
牟宜之在20世纪50年代以后，尤其是“文革”时期的大量古体诗词，堪称旷世绝响。无论在文学或史学的意义上，其独立思考、同步批判的勇气与预见性，纵是百年之纪，也罕有其匹！正如传记作者所言：“这是一位20世纪70年代的钟馗，是良心之子，是我们绵延千载的传统道义化育出来的民族之魂。”
王学泰在《评〈国士——牟宜之传〉》一文中为牟诗更作解说：
《论作诗》是“精神自传”
　　牟宜之参加革命二十年后，被错划右派。“错划”仅仅是两个字，近二十年的“错划”要经过多少的苦难与冤屈！他把几个孩子养育大，最后带着对亲人的歉疚和极度的痛苦、绝望离开他为之献身的世界。这个时期，幸亏有诗，诗不仅在牟宜之最困难的时候，给他带来了精神慰藉，他爱听孩子读诗，自己也爱作诗，正如他诗中所说“无诗焉能言吾志，有功岂必书之碑”，牟诗中所展现的“吾志”（精神品格）使牟宜之的“国士”徽号有了个完美的落脚点。
　　去世之前（1975）他写下了《论作诗》，用清秋子的话说这首诗“可视为作者最完整的精神自传”。它平白如话，一如早年写给枝子小姐的诗。诗很长，其中讲到“诗是我家事，相与结深谊。作诗已成癖，搔痒不自持。”讲到他的一生及为人“浪迹江海日，效命疆场时。所至有写作，流转多弃遗。生事不足论，逝者皆如斯。晚年惟好静，诗兴更淋漓。光明正大事，心底无偏私。其平有如砥，其直有如矢。”往事都如过眼烟云，唯有“论诗增兴会，神往如飞驰。忽然闹天宫，忽然掘泥犁。活擢杨二郎，生擒司马懿。孔丘揖我座，孟轲为分席。麻姑为搔背，西施为浣衣。入海斩鲸蛟，登山捉熊罴。牛鬼蛇神辈，纷纷在我蹊。乘舟到日边，就浴赴天池。被驱离京华，又到昂昂溪。飞驰复飞驰，神志总不迷。掷笔一长叹，泪为荒唐滴。明日再谈诗，不觉又扬眉。”诗使他的精神得到升华。

## 资料
1. ↑  见李锐为《牟宜之诗》所作序言《一座鲜为人知的人文富矿》（《牟宜之诗》002页）。
2. ↑  周恩来：“倘若在抗战伊始，中国有几十个牟宜之这样举一县之人、财、物力投身革命的县长，就会极大地促进抗战事业的发展，使抗战全局有所改观。”